# Rex Lassam
Rex Goodson Lassam (* 13. Juli 1896 in Stafford; † 14. Januar 1983 in Uckfield) war ein britischer Schwimmer.

## Karriere
Lassam begann seine Karriere im Schwimmsport auf nationalem Niveau. 1920 gewann er bei den ASA Championships über 200 Yards Brust. Im selben Jahr nahm er an den Olympischen Spielen in Antwerpen teil. Hier scheiterte er in den Wettbewerben über 200 m und 400 m Brust jeweils als Vierter seines Vorlaufs an der Halbfinalqualifikation. 1921 sicherte er sich mit einem dritten Rang über 200 Yards Brust seine zweite Medaille bei den ASA Championships.